# Google Store

Logo of Google Store

Google Store（グーグルストア）は、Googleによって運営されている直販のオンラインストア、または実店舗である。Made By Google製品が販売されるほか，実店舗ではGoogle社公式グッズなども販売される。

## 概要

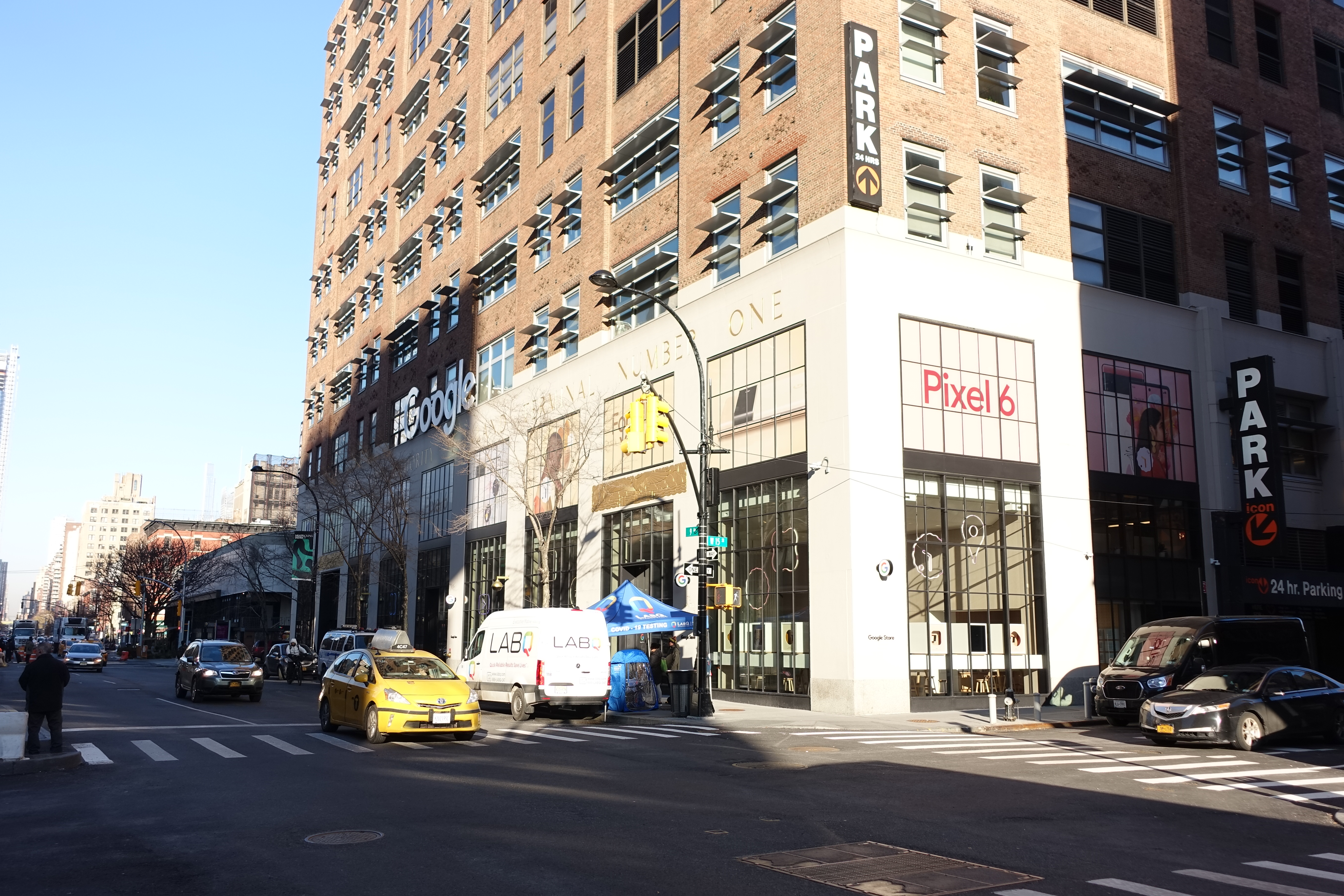
ニューヨーク市内にあるGoogle Store(実店舗)

2015年にオンラインサービスのGoogle Playから分離した。Google Storeでは、主に自社のハードウェアを販売している。実店舗は2021年よりニューヨークで営業され、その他の国ではオンライン店舗のみの営業となっている。いずれも、Google PixelやNest、Fitbitの端末等が取り扱われている。Google Pixel 5a (5G)は、Google Storeにおいては日本とアメリカのみの販売となった。2022年10月に来日したGoogleのCEOであるサンダー・ピチャイは、「日本でも旗艦店をオープンしたい」と語っていた。その後、いくつかの国内の家電量販店にGoogle Pixel製品を体験できるGoogle Pixel Shopをオープンしている。

## 店舗一覧
チェルシー
2021年6月17日にオープン。2021年5月、Googleはニューヨーク市のチェルシーマーケットキャンパスの一部として、ニューヨークオフィスの隣に実店舗をオープンすると発表した。 Apple Store と同様に、Gチェルシーでは、Pixel、Nest、Chromecast、Fitbit、Pixelbook デバイスなどの Google のハードウェア製品、Google Stadia や Google Fi Wireless などを展示している。 限定グッズも販売されている[13]。
ウィリアムズバーグ
2022年6月16日にオープン。2022 年 5 月、Google は 2022 Google I/O 基調講演中に、2 番目の物理的な Google ストアがブルックリンのウィリアムズバーグにオープンすると発表した。
Google Visitor Experience
2023年10月12日にカリフォルニア州マウンテンビューのGoogleplex(Google本社)関連施設のビジターセンターに隣接する土地にオープンした。西海岸初のGoogle Storeとなる。

### 今後オープン予定の常設店舗
ニューベリー・ストリート
2024年にオープン予定。

## 取り扱い製品一覧
(日本の場合) 2023年12月現在
- スマートフォン
  - Google Pixel 8 Pro
  - Google Pixel 8
  - Google Pixel 7a
  - Google Pixel Fold
  - Google Pixel 7 Pro
  - Google Pixel 7
- イヤホン
  - Google Pixel Buds A-series
  - Google Pixel Buds Pro
  - Google Pixel Buds
- タブレット
  - Google Pixel Tablet
- スマートウォッチ
  - Google Pixel Watch 2
  - Google Pixel Watch
  - Fitbit Sense 2
  - Fitbit Versa 4
  - Fitbit Charge 6
  - Fitbit Inspire 3
  - Fitbit Luxe
  - Google Pixel Watch Band
- スマートホーム
  - スピーカー
    - Google Nest Audio
    - Google Nest Mini

  - ディスプレイ
    - Google Nest Hub（第2世代）
    - Google Nest Hub Max

  - Chromecast with Google TV
  - Google Nest Wifi
  - Google Nest Cam (屋内、屋外対応 / バッテリー式)
  - Google Nest Cam（屋内用 / 電源アダプター式）
  - Google Nest Doorbell (Battery Type)
- その他アクセサリ類